# Associazione Sportiva Biellese 1943-1944
Questa voce raccoglie le informazioni riguardanti l'Associazione Sportiva Biellese nelle competizioni ufficiali della stagione 1943-1944.

## Rosa
| N. |                   | Ruolo | Calciatore           |
| -- | ----------------- | ----- | -------------------- |
|    | Italia (bandiera) | D     | Lanfranco Alberico   |
|    | Italia (bandiera) | D     | Cesare Benedetti     |
|    | Italia (bandiera) | C     | Francesco Bergamasco |
|    | Italia (bandiera) | C     | Vittorio Bergamo     |
|    | Italia (bandiera) | D     | Livio Bussi          |
|    | Italia (bandiera) | C     | Eusebio Castigliano  |
|    | Italia (bandiera) | P     | Sergio Chellini      |
|    | Italia (bandiera) | P     | Ernesto Corno        |
|    | Italia (bandiera) | A     | Giovanni Costanzo    |

| N. |                   | Ruolo | Calciatore         |
| -- | ----------------- | ----- | ------------------ |
|    | Italia (bandiera) | A     | Bruno Dante        |
|    | Italia (bandiera) | D     | Bruno Genti        |
|    | Italia (bandiera) | P     | Cesare Goffi       |
|    | Italia (bandiera) | C     | Ermanno Malinverni |
|    | Italia (bandiera) | D     | Gildo Montagner    |
|    | Italia (bandiera) | D     | Armando Todeschini |
|    | Italia (bandiera) | A     | Oberdan Ussello    |
|    | Italia (bandiera) | C     | Giuseppe Vannucci  |
|    | Italia (bandiera) | C     | Mario Zidarich     |
|    | Italia (bandiera) | A     | Donato Giusti      |

## Risultati

### Divisione Nazionale

#### Campionato ligure-piemontese

##### Girone di andata
| Arbitro: | Bertolio (Torino) |

|                                                      |           |                                                      |
| Castigliano 21’ Benedetti 27’ Costanzo 36’, 67’, 84’ | Marcatori | 2’ Pirano 16’ Martini 43’ Ventimiglia 51’ Bonistalli |

| Arbitro: | Silvano (Torino) |

|             |           |                              |
| Delucchi 7’ | Marcatori | 51’ Costanzo 78’ Castigliano |

| Arbitro: | Fortina |

|                                                               |           |                                                 |
| Ussello 29’ Castigliano 70’ Costanzo 72’ Benedetti 85’ (rig.) | Marcatori | 7’ Barrera ?’ (aut.) Malinverni 77’ Carapellese |

| Arbitro: | Viarengo (Asti) |

|                               |           |                          |
| Lushta 15’, ?’ Sentimenti 17’ | Marcatori | 43’ Ussello 87’ Costanzo |

| Arbitro: | Franzi (Vercelli) |

|                                              |           |                    |
| Costanzo 17’ Benedetti 34’ Alberico 65’, 90’ | Marcatori | 25’ (aut.) Bergamo |

| Arbitro: | Della Role |

|             |           |                   |
| Bertoni 55’ | Marcatori | 35’, 39’ Costanzo |

| Arbitro: | Bertolio (Torino) |

|                               |           |                       |
| Ussello 25’ Alberico 57’, 62’ | Marcatori | 78’ Muci 85’ Mainardi |

| Arbitro: | Fortina |

|                           |           |  |
| Castigliano 10’, 30’, 40’ | Marcatori |  |

| Arbitro: | Silvano (Torino) |

|                                                                     |           |                      |
| Mazzola 33’, 74’ Ferraris ?’, 81’ Piola 52’, 72’ (rig.) Gabetto 68’ | Marcatori | 47’ (rig.) Benedetti |

##### Girone di ritorno
| Genova 19 marzo 1944 10ª giornata | Liguria | 2 – 0 referto referto 2 | Biellese | \| Arbitro: \| Rabitti \| |
| Arbitro:                          | Rabitti |                         |          |                           |

| Biella 26 marzo 1944 11ª giornata | Biellese | 2 – 0 A tav. per tesseramenti irregolari (sul campo 2-1) referto referto 2 | Cuneo | \| Arbitro: \| Rosso \| |
| Arbitro:                          | Rosso    |                                                                            |       |                         |

| Casale Monferrato 2 aprile 1944 12ª giornata | Casale           | 0 – 2 A tav. per tesseramenti irregolari (sul campo 4-2) referto referto 2 | Biellese | \| Arbitro: \| Silvano (Torino) \| |
| Arbitro:                                     | Silvano (Torino) |                                                                            |          |                                    |

| Biella 9 aprile 1944 13ª giornata | Biellese                      | 1 – 2 referto referto 2 | Juventus Cisitalia | \| Arbitro: \| Zavattaro (Casale Monferrato) \| |
| Arbitro:                          | Zavattaro (Casale Monferrato) |                         |                    |                                                 |

| Alessandria 16 aprile 1944 14ª giornata | Alessandria        | 0 – 4 referto referto 2 | Biellese | \| Arbitro: \| Canavesio (Torino) \| |
| Arbitro:                                | Canavesio (Torino) |                         |          |                                      |

| Genova 23 aprile 1944 15ª giornata | Biellese           | 3 – 1 referto referto 2 | Genova 1893 | \| Arbitro: \| Canavesio (Torino) \| |
| Arbitro:                           | Canavesio (Torino) |                         |             |                                      |

| Novara 30 aprile 1944 16ª giornata | Novara           | 2 – 1 referto referto 2 | Biellese | \| Arbitro: \| Silvano (Torino) \| |
| Arbitro:                           | Silvano (Torino) |                         |          |                                    |

| Asti 7 maggio 1944 17ª giornata | Asti  | 2 – 3 referto referto 2 | Biellese | \| Arbitro: \| Rosso \| |
| Arbitro:                        | Rosso |                         |          |                         |

| Biella 14 maggio 1944 18ª giornata | Biellese           | 1 – 2 referto referto 2 | Torino FIAT | \| Arbitro: \| Canavesio (Torino) \| |
| Arbitro:                           | Canavesio (Torino) |                         |             |                                      |

## Statistiche

### Statistiche dei giocatori
| Giocatore      | Divisione Nazionale | Divisione Nazionale | Totale   | Totale |
| Giocatore      | Presenze            | Reti                | Presenze | Reti   |
| -------------- | ------------------- | ------------------- | -------- | ------ |
| L. Alberico    | 18                  | 6                   | 18       | 6      |
| C. Benedetti   | 14                  | 4                   | 14       | 4      |
| F. Bergamasco  | 6                   | 1                   | 6        | 1      |
| V. Bergamo     | 9                   | 1                   | 9        | 1      |
| L. Bussi       | 18                  | 0                   | 18       | 0      |
| E. Castigliano | 15                  | 8                   | 15       | 8      |
| S. Chellini    | 8                   | -?                  | 8        | -?     |
| E. Corno       | 2                   | -?                  | 2        | -?     |
| G. Costanzo    | 16                  | 12                  | 16       | 12     |
| B. Dante       | 4                   | 0                   | 4        | 0      |
| B. Genti       | 5                   | 0                   | 5        | 0      |
| C. Goffi       | 8                   | -?                  | 8        | -?     |
| U. Gradella    | 0                   | 0                   | 0        | 0      |
| E. Malinverni  | 16                  | 1                   | 16       | 1      |
| G. Montagner   | 1                   | 0                   | 1        | 0      |
| A. Todeschini  | 15                  | 0                   | 15       | 0      |
| O. Ussello     | 17                  | 5                   | 17       | 5      |
| G. Vannucci    | 18                  | 1                   | 18       | 1      |
| M. Zidarich    | 8                   | 0                   | 8        | 0      |